# London Underground S Stock
London Underground S Stock — тип електропоїздів серії Bombardier Movia, що використовують у Лондонському метро, призначений для експлуатації на лініях мілкого закладення. Випускався в 2010 — 2017 рр.
Експлуатують 133 семивагонних поїздів S7 на лініях Кільцева, Дистрикт і Гаммерсміт-енд-Сіті та 59 восьмивагонних поїздів S8 на лінії Метрополітен. 

## Технічні дані
- Кількість вагонів у складі: 7 (S7), 8 (S8)
- Довжина вагона: 15,43 м (проміжний), 17,44 м (головний)
- Ширина: 2,92 м
- Ширина колії: 1435 мм
- Матеріал кузова: алюміній
- Тип ТЕД: асинхронний
- Максимальна швидкість: 100 км/год
- Прискорення під час пуску: 1,3 м/с²
- Електроживлення: 630-750 В постійного струму, четверта рейка